# 塔剌思
塔剌思，元代又称塔剌寺，是6世纪至14世纪的中亚古城，14世纪毁于战火。中国唐代稱為怛邏斯、呾邏私、 呾羅斯、呾邏私、塔賴寺、石城、及恆羅斯，为石国大镇，歷史上以中国與大食對戰的怛邏斯戰役著名。杜环《经行记》：“勃达岭北行千余里，至碎叶川。川东头有热海，又有碎叶城。其川西接石国，约长千余里；川中有异姓部落，有异姓突厥。其川西南头，有城名怛邏斯，石国大镇，即天宝十年，高仙芝兵败之地”。
玄奘往印度取经，曾路过此地；《大唐西域记》卷一记载：“素叶城西行四百余里至千泉……千泉西行百四五十里，至呾邏私城，城周八九里诸国商胡杂居也”。這裡既有景教教堂，也是世界境域志提及「休戰的突厥人」居住的地區,即是伊斯蘭化的突厥人居住區，是伊斯蘭教向東欽察草原傳播的一個據點。
1210年代，花剌子模與屈出律夾擊西遼，花剌子模在這裡打敗西遼將軍塔陽古，西遼國西方從此歸花剌子模。
1219年成吉思汗挥师攻打花拉子模，佔领塔剌思，从河中府迁移四百余人到塔剌思屯田，命耶律楚材管理此地。耶律楚材《西游录》作塔剌思：“有大河曰亦列，河之西有城曰虎司窝鲁朵即西辽之都也。又西数百里有塔剌思城”。
15世纪初，帖木儿帝国佔领这片土地，建立了新的城市养夷，塔剌思这个名字消失了。16世纪初哈萨克族进入此地区，古塔剌思城的土地被并入哈萨克汗国之中，沦为一个小的殖民点。
塔剌思古城遗址，在今何处学界在1936年前，因未有考古发掘的物证未有定论：
- 学界多训为Talas 塔拉斯，也有认为Taras
- Vivien de St. Martin 认为呾逻私在卡拉库尔与锡尔河之间。
- 埃米尔·布雷特施奈德认为“塔剌思”是Talas, 又名Taras, 在土耳其斯坦，在撒马儿罕和阿尔马立克之间，在塔拉斯河Talas口的奥里阿塔Aulie ata(突厥語是神聖長老)。布雷特施奈德特别指出，在19世纪末叶，已经不存在Talas或Taras这些地名。
- Schuyler认为塔剌思古城遗址可能在奥里阿塔附近。
- 阎宗临认为塔剌思在今奥里阿塔。

可以肯定的是塔剌思古城13世纪初就被蒙古军全部焚毁无存。今日地图上的塔拉斯和塔拉兹都是后人改的地名，不是古城塔剌思。比较多的学者倾向于塔剌思古城遗址在奥里阿塔附近，即今塔拉兹附近。